# Avellaner
L'avellaner, avellaner comú, avellaner europeu (Corylus avellana) és un arbre silvestre o conreat per les seves fruites seques, les avellanes. L'avellana sembla haver estat domesticada de manera independent a la Mediterrània, Turquia i l'Iran. Es va difondre d'est a oest, i el cultiu d'avellaner va ser introduït per part dels romans des de la conca mediterrània oriental. D'aleshores ençà, el Piemont, el Laci, La Campània i el Camp de Tarragona han estat les regions de la Mediterrània Occidental on aquest conreu ha estat tradicionalment més estès.

## Descripció
Pertany a la família de les Betulaceae. Hi ha unes 14-18 espècies dintre del gènere Corylus. Tots ells són arbres caducifolis que viuen a l'hemisferi nord en climes temperats. L'avellaner mesura fins a 6 metres d'alçada, amb l'escorça llisa i un to grisenc. Té fulles arrodonides simples i serrades i de tacte aspre. Les flors són de pol·linització anemòfila en aments, els masculins comencen a desenvolupar-se a final d'estiu i segueixen creixent fins a l'hivern següent. Les flors femenines són més tardanes i poc visibles i només els petits estils vermells destaquen. De les flors també se'n pot dir moc, ja que la flor té una forma similar a la mucositat nasal. La floració té lloc entre els mesos de gener i març. Els fruits d'1-2 cm de diàmetre, estan parcialment dins d'un involucre verd al principi i marronós en la maduració (popularment anomenat floc).
Com a arbre silvestre forma les avellanoses d'alta muntanya i a menor altitud es troba en torrenteres. Acostuma a créixer entre els 0 i els 1.600 metres d'altitud. Les avellanes silvestres també són comestibles però aquests arbres són poc productius i amb el fenomen acusat de la contranyada.
Es conrea tant en secà com en regadiu. Necessita que hi faci vent durant la pol·linització que s'esdevé a l'hivern. És tradicional el cultiu al Camp de Tarragona principalment a l'Alt i Baix Camp. Duesde les principals varietats autòctones són la "Negreta" i el "Pauetet", originària d'Alcover.
Els bosc d'avellaners són els avellanars, avellanets, les avellanedes, avellaneredes o avellanoses.

## Distribució
És una planta de climes temperats, tot i que té una gran àrea de distribució. Prefereix localitzacions airejades amb una temperatura elevada, juntament a un cert grau d'humitat, ja que afavoreix la fructificació i el desenvolupament de les avellanes.
Sense ser gaire exigent, l'avellaner requereix un terreny profund, fresc, tou, de naturalesa silici-calcari-argilosa o calcari-silici-argilosa, i de subsòl permeable, amb pH entre 5,5 i 7,8. L'avellaner és molt sensible a la sequera i, si les terres són excessivament calcàries i de naturalesa seca pot ressentir-se'n per la falta d'humitat. Li agrada la boira i la humitat atmosfèrica, i pot contribuir a mantenir-la.
La seva àrea de distribució consisteix en una gran part de la regió eurosiberiana. Des de l'última glaciació es va convertir en una espècie comú al sotabosc d'avets. Actualment, el límit septentrional d'aquesta espècie ronda al paral·lel 63º, pel sud arriba fins al Nord d'Àfrica i s'estén per l'est fins a Armènia.
A la península Ibèrica es troba principalment a la meitat septentrional, i no és gaire comú a l'interior tot i que arriba fins a Serra Nevada.
Als Països Catalans es fa sobretot en àrees humides de la muntanya mitjana. Solen aparèixer com a sotabosc, tot i que també viuen en clarianes. És abundant als Pirineus, rar al País Valencià i manca a les Illes Balears.

## Cultiu
Existeixen documents de fins al segle IV a.C on ja s'esmenta el seu cultiu. És una espècie molt tolerant pel que fa al clima, ja que pot resistir els hiverns de freds extrems i la sequera. Tot i així, per a una bona producció li calen  en terrenys humits, permeables i profunds amb exposicions assolellades.
Aquesta espècie es cultiva directament pels seus fruits, principalment a Europa, Xina, Austràlia i Turquia. Es cultiva tant en secà com en regadiu, en varietats més productives que les silvestres. A les comarques Tarragonines el cultiu es remunta com a mínim al segle XIII, i avui és on es conrea el 80% de les avellanes de l'Estat. L'avellana és tradicionalment conreada en una àmplia zona de l'Alt Camp, el Baix Camp, la Conca de Barberà, el Priorat, el Tarragonès i la Terra Alta. El Baix Camp en concentra el 50% de la producció de Catalunya. També ha tingut força presència en costers del Vallès Oriental com a conreu substitut de la vinya arran de la plaga de la fil·loxera, però actualment s'hi troba en clar declivi.
La Denominació d’Origen Protegida (DOP) Avellana de Reus va ser reconeguda el 1997 i inscrita al Registre Comunitari des de febrer del 1999. Les varietats que s'hi cultiven son l'avellaner negret (la principal, que ocupa 75% del territori de la DOP), el pauetet (originari d'Alcover i que s'estén per la major part de Tarragona), el gironell (originari de Constantí i que s'estén per la conca del Francolí), el morell (originari d’Alforja, Vandellòs, Tivissa i Priorat), i el culplà (originari de Marçà i que s'estén pel Priorat, Vandellós, Tivissa i La Fatarella),. Aquests cultius produeixen les avellanes negreta, paueteta, gironella, morella i culplana.
Existeixen moltes varietats de cultiu al món. A banda de les varietats catalanes ja esmentades -el negret , el pauetet, el gironell (o gironenc o Constantí), el morell, i el culplà,- també hi ha el negret capellut, el grifoll, el garrofí, l’artell, el rosset, el pinyolenc, el flocal, l’ametllenc, el Barcelona, etc. Aquesta darrera varietat és molt valorada als EUA i font d'altres varietars millorades. Internacionalment, hi ha varietats com ara "Butler", "Casina", "Daviana", "England", "Ennis", "Halls Giant", "Tonda Gentile", "Delle Langhe", "Tokolyi", "Cosford", "Tonda di Giffoni", "Tonda Romana", "Wanliss Pride", "Willamette", "Lewis", "Clark" i "Jemtegaard", entre d'altres.
Algunes d'elles es cultiven per les qualitats específiques del fruit i per la seva producció precoç i tardana, mentre que altres s'utilitzen com a polinitzadores. La falta de sincronia en el moment de maduració de les flors masculines i femenines és una de les principals raons per utilitzar varietats polinizadores.
Algunes de les varietats polinitzadores que s'empren al DOP Reus son el vermellet, grifoll, trenet, martorella, segorbe, tonda di giffoni, i san giovanni.

## Altres usos

### Fusta i branques
A part del seu conreu per produir els fruits comestibles, les avellanes, també s'ha emprat la fusta, elàstica i flexible, per fer cistells, bastons, pals de tanques i arcs o cèrcols de botes, entre altres coses. La vara d'avellaner s'usa en alguns pobles de Pirineu per la festa de les falles o haros. Els saurins també sovint empren varetes d'avellaner per cercar vetes d'aigua.

### Clofolla (combustible i joguina)
La clofolla de l’avellana també s'aprofita tradicionalment, com a combustible per a les estufes de llenya, per a processos industrials o per a les cuines. Avui li diriem biocombustible.
Els infants tradicionalment utilitzaven les closques d'avellanes per fer xiulets.

### Oli d'avellana (alimentació i cosmètica)
L'oli d'avellana s'obté generalment dels grans de l'avellaner comú (Corylus avellana) però també, amb característiques i propietats diferents, de l'avellaner americà (Corylus americana) i de l'avellaner xilè (Gevuina avellana).
L'oli de l'avellaner comú és de color groc daurat lluminós i més transparent que l'oli d'oliva. L'oli d'avellana s'obté per la pressió en fred de les llavors de l'avellaner. Té alt contingut en vitamina A i E amb destacat contingut de calci, magnesi i potassi.
És un oli comestible que es pot usar per fer mantegues, xocolates i gelats, però s'utilitza més sovint com a cosmètic, com ara per a la cura dels cabells (com l'oli d'ametlla) i de la pell.

## Fires
S'en fan diverses fires anuals centrades en l'avellana, com ara la de Fira de l'Avellana de Riudoms (Baix Camp) a l'agost, o la Fira de l’Avellana de la Selva, a Brunyola (la Selva, província de Girona), a l'octubre.
També hi ha la iniciativa del «Temps de l'Avellana», a l'octubre-novembre en els diferents municipis del DOP Avellana de Reus, per promoure l'ús de l'avellana de Km. 0 en la restauració.

## Galeria d'imatges

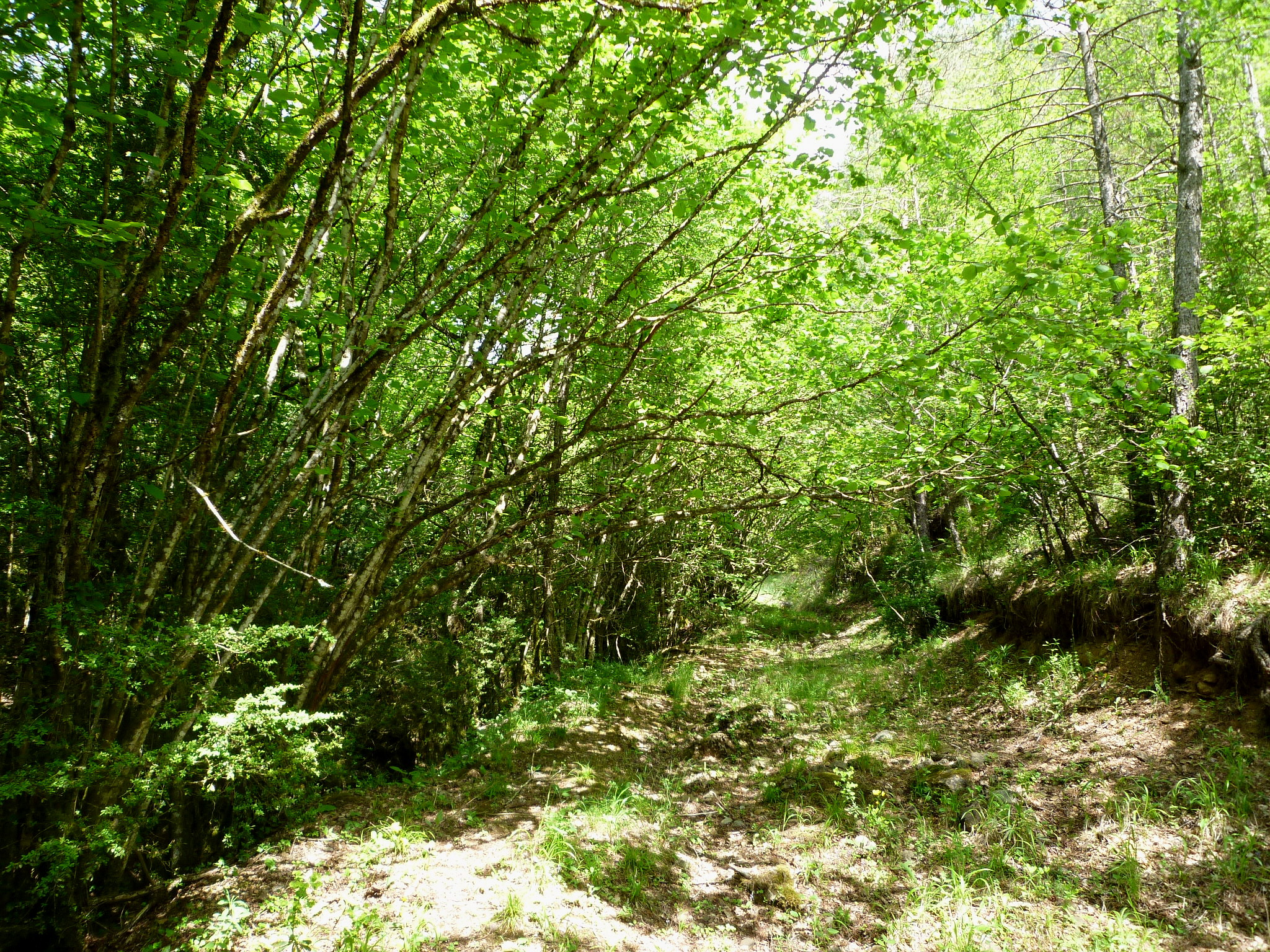
Avellaners al sotabosc a Guixers (al Solsonès, Catalunya), a 950 m d'alçada.
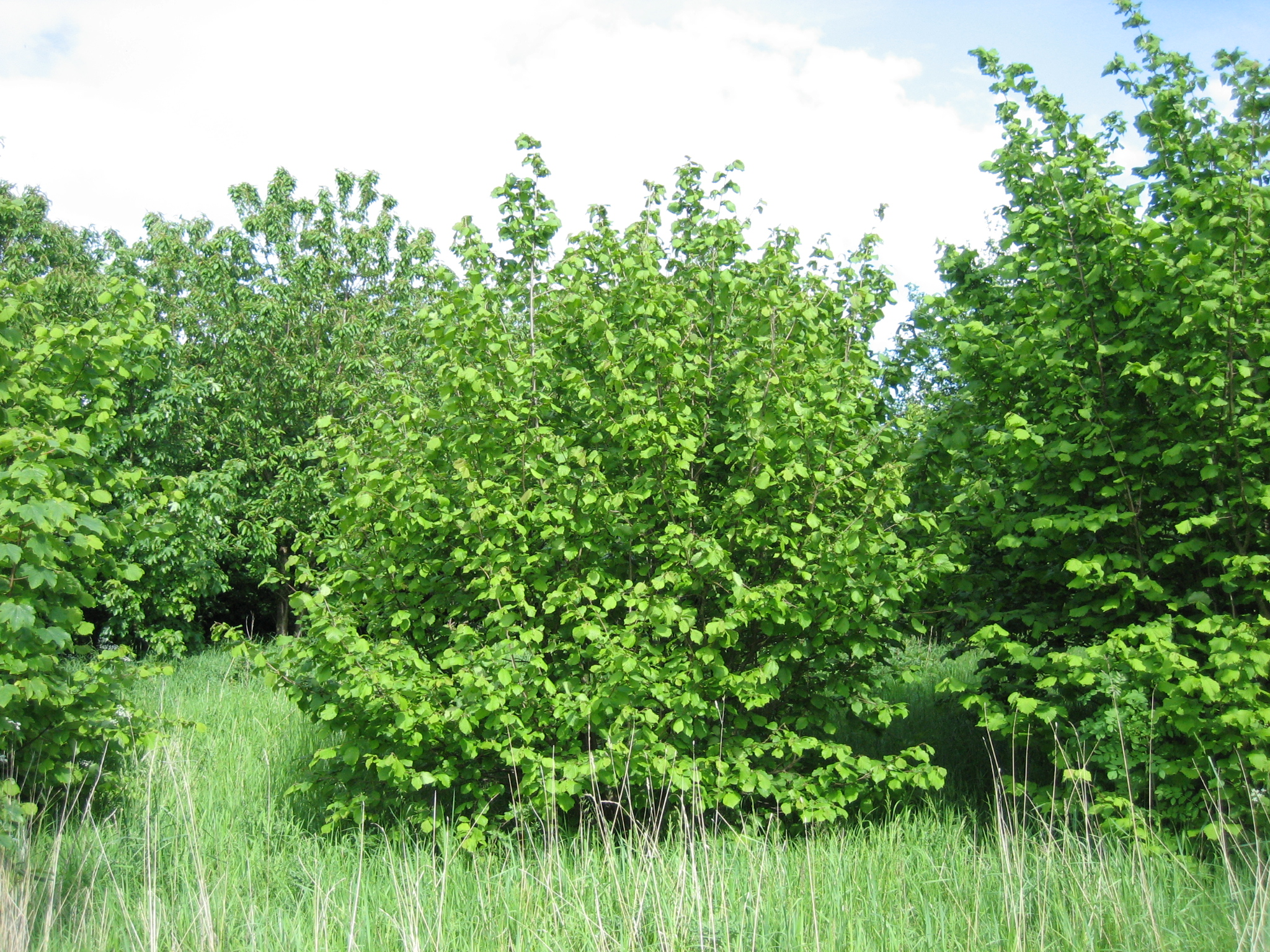
Avellaner en una clariana
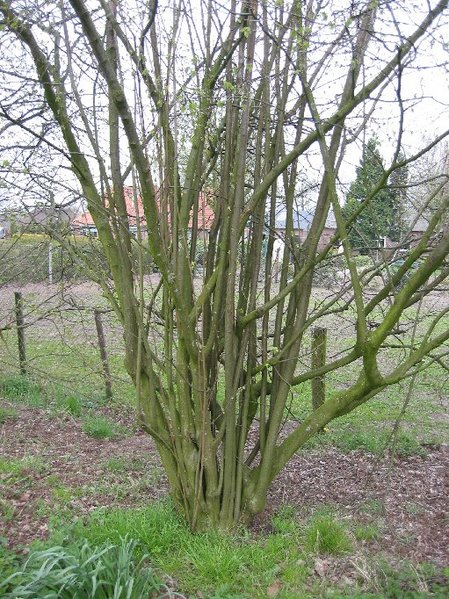
Aspecte general de l'avellaner
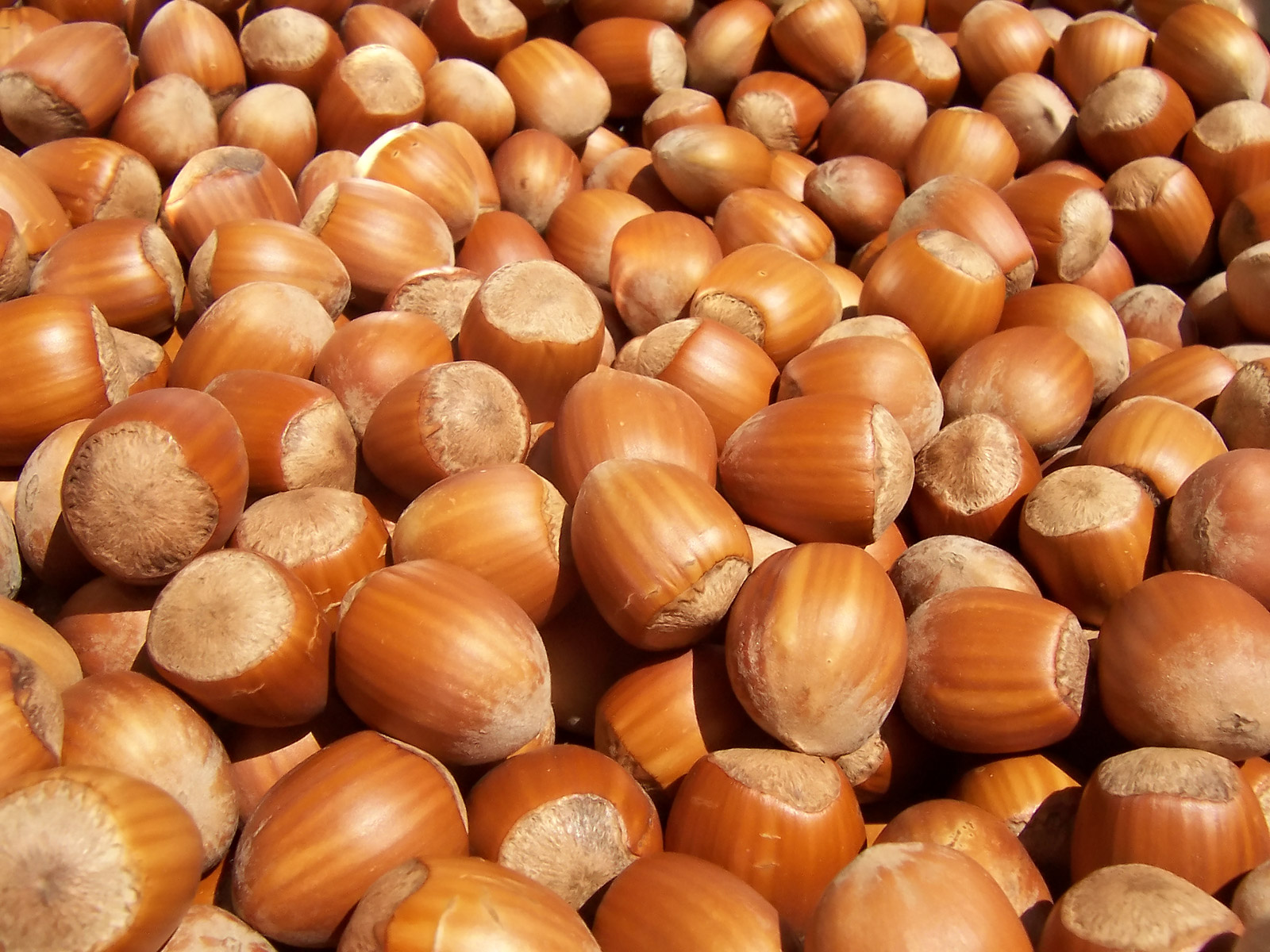
Avellanes, fruits de l'avellaner
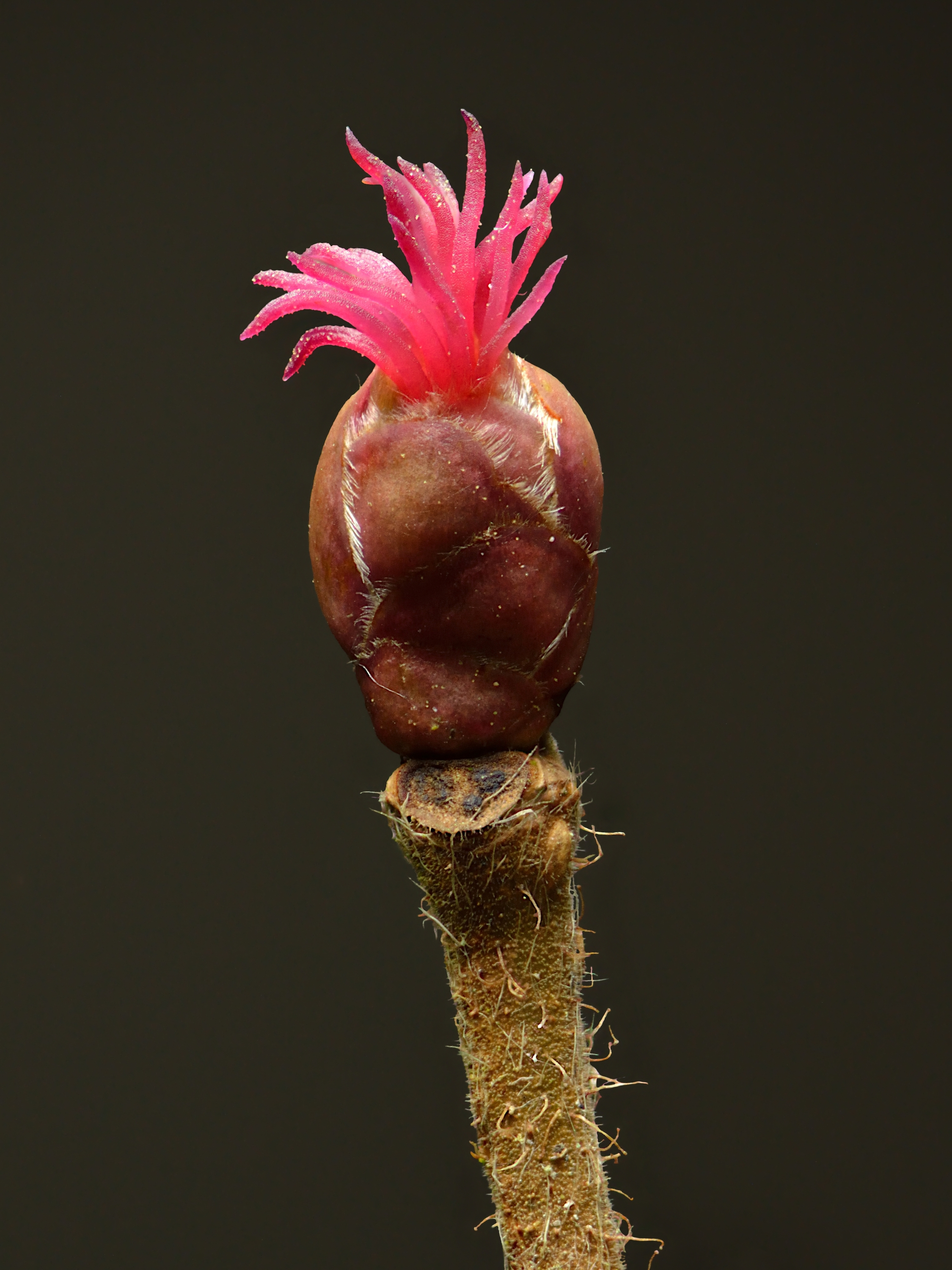
Flor femella de l'avellaner

## Plagues
- Corc dels brots de l'avellaner
- Hypatima rhomboidella